# ألين سميث
ألين سميث (بالإنجليزية: Alyn Smith)‏ هو محامي وسياسي بريطاني، ولد في 15 سبتمبر 1973 بغلاسكو في المملكة المتحدة. حزبياً، نشط في الحزب القومي الاسكتلندي.

## مناصب
- انتخب الدورة الثامنة للبرلمان الأوروبي (1 يوليو 2014 – ).
- في انتخابات البرلمان الأوروبي 2014، انتخب عضو في البرلمان الأوروبي عن دائرة إسكتلندا [الإنجليزية]‏ لترشحه ضمن  قائمة الحزب القومي الاسكتلندي، وقد انضم خلال فترته النيابية (1 يوليو 2014 – )  للكتلة البرلمانية كتلة الخضر/التحالف الأوروبي الحر.
- في انتخابات البرلمان الأوروبي 2009، انتخب عضو في البرلمان الأوروبي عن دائرة إسكتلندا [الإنجليزية]‏ لترشحه ضمن  قائمة الحزب القومي الاسكتلندي، وقد انضم خلال فترته النيابية (14 يوليو 2009 – 30 يونيو 2014)  للكتلة البرلمانية كتلة الخضر/التحالف الأوروبي الحر.
- في انتخابات البرلمان الأوروبي 2004، انتخب عضو في البرلمان الأوروبي عن دائرة إسكتلندا [الإنجليزية]‏ لترشحه ضمن  قائمة الحزب القومي الاسكتلندي، وقد انضم خلال فترته النيابية (20 يوليو 2004 – 13 يوليو 2009)  للكتلة البرلمانية كتلة الخضر/التحالف الأوروبي الحر.

## وصلات خارجية
- الموقع الرسمي